# Epic Privacy Browser
 (septembre 2018).
Epic est un navigateur web centré sur le respect de la vie privée.
Il a été développé par Hidden Reflex à partir du code source de Chromium. Epic fonctionne toujours en mode de navigation privée. Quitter le navigateur provoque la suppression de toutes les données de navigation. Lors de la navigation, le minimum de données sont momentanément conservées. Epic a supprimé toutes les fonctions de suivi de Google (Googletracking) et empêche tout suivi des utilisateurs par les sites visités.

## Fonctionnalités

### Neutralisation des faiblesses dumode incognito

#### Empêcher les fuites de données sur réseauxVPN
Les VPNs peuvent laisser échapper des traces IP de l'utilisateur. Les développeurs d'Epic déclarent bloquer ces fuites WebRTC.

#### Suppression de l'historique régulière
La suppression de l'historique permet d'éviter dans une certaine mesure la récupération de données confidentielles. En limitant l'écriture des données à ce qui est strictement nécessaire, la récupération de données sur disque après suppression est moins efficace.

#### Bloquer les techniques d'empreinte
Certains sites utilisent des techniques d'insertions d'empreintes individuelles pour chaque requête d'utilisateur. Cela permet d'identifier un utilisateur dès lors qu'il récupère une image ou un contenu spécifique d'un site internet qui utilise cette technologie.
Ce navigateur propose théoriquement de vous en affranchir en neutralisant ces codes programmes. 

#### Limites
L'utilisation d'extensions réduit considérablement l'efficacité du logiciel, car les extensions ont alors accès à des informations importantes qu'il n'est plus possible de préserver. Le choix des extensions installées est primordial.